# Paradummy

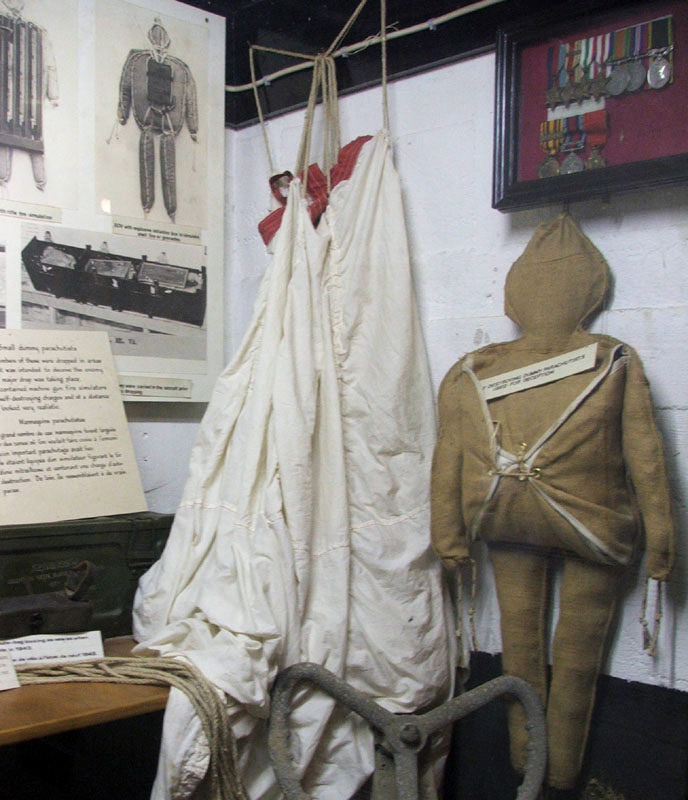
Britse "Rupert"-paradummy in Merville D-Day Bunker Museum in Frankrijk

Een paradummy is een militair afleidingsapparaat, dat voor het eerst gebruikt werd in de Tweede Wereldoorlog. Er werd het droppen van parachutisten mee gesimuleerd. Dit kon ertoe leiden dat vijandelijke troepen onnodig schoten, hun positie verraadden, of tot onnodige troepenverplaatsingen. Ook de vijandelijke troepen in een geënsceneerde hinderlaag lokken was een doel van de paradummy.
De apparaten werden door de Britse troepen Rupert -poppen genoemd. Amerikaanse troepen noemden ze Oscars.

## De pop
De pop was maar 82 cm hoog en 57 cm breed en was gemaakt uit jute, opgevuld met stro. De poppen werden gedropt met een blauwe of witte parachute. Vaak werden de poppen uitgedost in een volledig parachutistenuniform (zoals bij Operatie Titanic). Ze werden uitgerust met lichtvuurwerk of met opnames van vuurgevechten en mortierschoten. Dit alles om een aanval te simuleren.

## Werking
De poppen werden 's nachts massaal gedropt; zo leek het of het echte parachutisten waren. Bij de landing gingen de explosieven af waardoor de vijand dacht te worden beschoten.
De volgende ochtend ging de plaatselijke bevolking op zoek naar de poppen, want door een grote textielschaarste waren de zijden parachutes een begeerd goed waarvan men kleding maakte. De poppen zelf waren niet in trek. (Gelukkig maar, want vaak waren niet alle explosieven ontploft.) Hierdoor zijn er bijna geen poppen meer overgebleven.

## Galerij

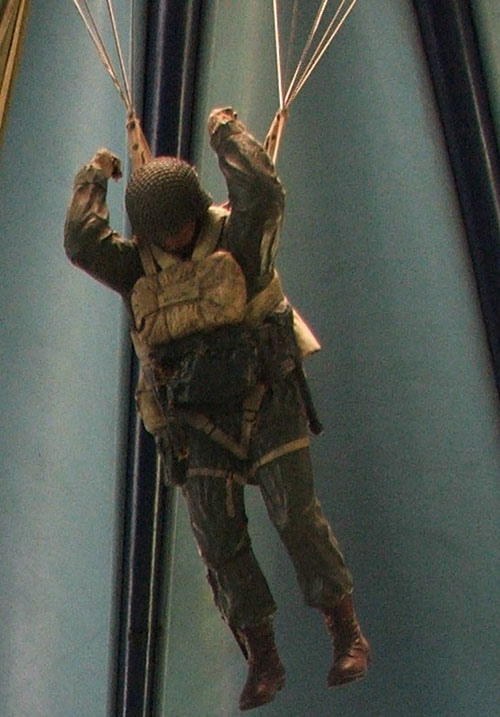
Filmrekwisiet van de oorlogsfilm The Longest Day (1962) in het Airborne Museum te Sainte-Mère-Église in Frankrijk
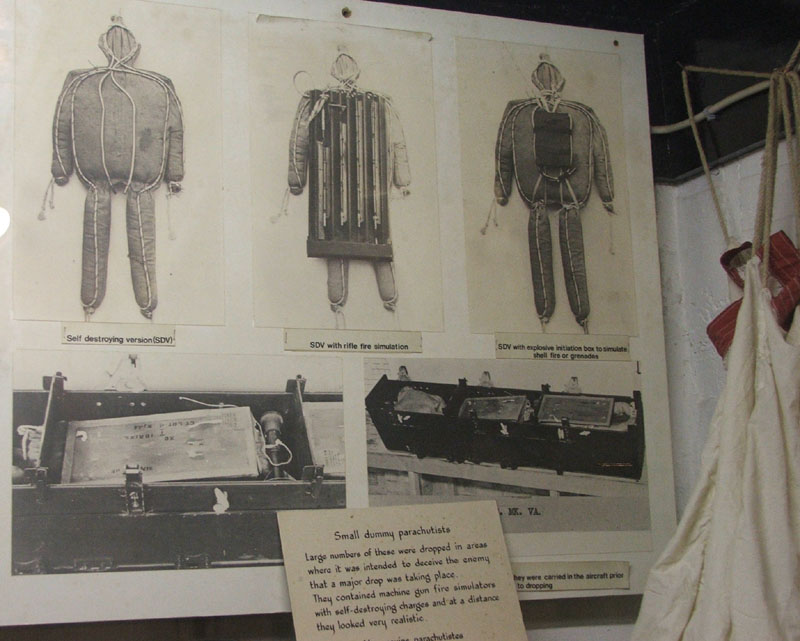
Britse "Rupert" in Merville D-Day Bunker Museum in Frankrijk